# Grigorij Grinko
Grigorij Fjodorovitj Grinko (ryska: Григо́рий Фёдорович Гринько́), född 30 november 1890 i Stepivka, Guvernementet Charkov, död 15 mars 1938 i Kommunarka, Moskva, var en sovjetisk bolsjevikisk politiker. Han var Sovjetunionens finansminister från 1930 till 1937. Grinko tillhörde gammalbolsjevikerna.
Grinko var till en början medlem av Ukrainas socialistrevolutionära parti, men efter oktoberrevolutionen 1917 gick han med i det vänsternationalistiska Borotbistpartiet. Detta parti upplöstes dock år 1920 och då blev Grinko medlem av Ukrainas kommunistparti. Från juni 1925 till december 1926 var Grinko folkkommissarie för Ukrainas statliga planeringskommitté. Mellan 1930 och 1937 beklädde han posten som ukrainsk folkkommissarie för finans, motsvarande finansminister; han efterträdde Nikolaj Brjuchanov.
I samband med den stora terrorn greps Grinko i augusti 1937 och åtalades vid den tredje och sista Moskvarättegången för internationellt spionage och "högertrotskistisk" verksamhet. Han dömdes till döden och avrättades genom arkebusering i mars 1938. Grinko blev rehabiliterad år 1959.